# Maurilio Coppini
Maurilio Coppini (* 25. Februar 1900 in Florenz; † 24. Januar 1986) war ein italienischer Diplomat.

## Leben
Maurilio Coppini war der Sohn von Cecilia Galli und Arturo Coppini.
Er war mit Magda Coppini verheiratet, ihr Sohn war Paolo Arturo Coppini.
Am 18. Juli 1921 schloss er ein Studium der Rechtswissenschaft an der Universität La Sapienza ab. 
1925 trat er in den auswärtigen Dienst. 1926 wurde er nach Moskau gesandt. Von 1928 bis 1931 war er in Charkiw beschäftigt. Von 1931 bis 1932 war er in Belgrad beschäftigt. Von 1933 bis 1934 wurde er in Rom beschäftigt. Von 1935 bis 1940 wurde er in Helsinki beschäftigt. Von 1940 bis 1941 hatte er Exequatur als Generalkonsul in München. Von 1942 bis 1944 war er Gesandtschaftssekretär erster Klasse und hatte er Exequatur als Generalkonsul von den deutschen Besatzungstruppen in Odessa. Von 1944 bis 1945 leitete er in Rom das Deuxième Bureau.
Von 1946 bis 1947 war er politischer Repräsentant des Kabinett De Gasperi II in Wien. Von Januar 1948 bis Oktober 1950 hatte er Exequatur als Generalkonsul in Zürich. Von 1950 bis 1954 leitete er die Abteilung Personal. Von 26. April 1955 bis  Juni 1958 war er Botschafter in Bern. Von 9. Mai 1958 bis 1964 war er Botschafter in Tokio.